# Methanopyrus kandleri
Methanopyrus kandleri (лат.) — вид метанообразующих архей из типа эвриархеот, выделенный в собственный класс Methanopyri.
Этот гипертермофильный вид впервые был обнаружен на стенках чёрного курильщика в Калифорнийском заливе на глубине 2000 м. Он живёт и размножается при температуре 84—110 °С, а штамм 116 — при 122 °С.